# ساری تپه دستجرد
ساری تپه دستجرد مربوط به دوره ساسانیان - سده‌های اولیه و میانه دوران‌های تاریخی پس از اسلام است و در شهرستان کبودرآهنگ، بخش مرکزی، دهستان راهب، ۱/۵ کیلومتری شرق روستای دستجرد واقع شده و این اثر در تاریخ ۷ اسفند ۱۳۸۶ با شمارهٔ ثبت ۲۱۶۰۴ به‌عنوان یکی از آثار ملی ایران به ثبت رسیده است.